# Mauromyia pulla
Mauromyia pulla là một loài ruồi trong họ Tachinidae.